# Szenszódzsi
A Szenszódzsi  (Sensōji, 浅草寺 – Aszakusza Kannon Templomként is ismert) Tokió egyik legrégebbi és legnépszerűbb buddhista temploma, mely Aszakuszában található.
Bejutni a Kaminarimonnak nevezett kapun, a templom külső kapuján keresztül lehetséges, mely után a Nakamisze-dóri utcáján (mely egy igazi vásári forgatag) átsétálva lehet eljutni magához a Szenszódzsi templomhoz. A templomtól nem sokkal távolabb egy ötszintes pagoda is megtekinthető.
A híres Szandzsa- és Hózuki-fesztivál minden évben ebben a templomban kerül megrendezésre. Fontosabb rendezvényei még az Aszakusza Szamba Fesztivál és a Hagoita-Icsi. 
A népszerű templomnak évente megközelítőleg 30 millió látogatója van.

## Legenda

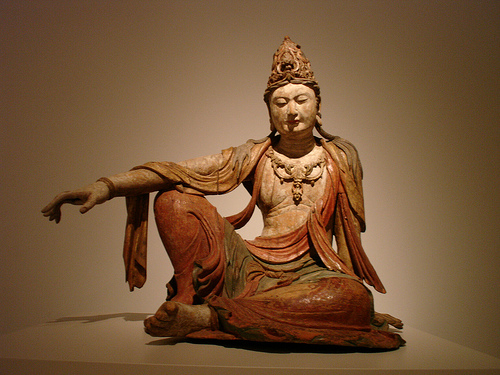
Kannon szobor a 11. századból

A japán legendák szerint 628-ban két testvér, Hinokuma Hanamari és Hinokuma Takenari halászás közben bukkant rá Kannon bodhiszattva, az Irgalom Istennőjének szobrára. Bár a testvérpár visszadobta a szobrot a Szumida-folyóba, ahol kifogták, az mindig visszatért hozzájuk. Később a falujuk vezetője, Hadzsino Nakamoto ismerte fel a szobor jelentőségét, aki ennek hatására életét a buddhizmusnak szentelte, és otthonát is egy kisebb templommá alakíttatta át, így a falu többi lakója számára is lehetőség nyílt az imádkozásra az Irgalom Istennője felé. Ez a kis templom a mai Szenszódzsi.

## Történelem
942-ben a Heian-kor idején a Taira klán vezetője, Taira no Kinmasza a Szenszódzsi templomban imádkozott, hogy megkaphassa Muszasi kerület felett a hatalmat. (A kerület Tokió nagy részét, Szaitamát és Kanagava keleti részét foglalta magában.) Mikor kívánsága beteljesült és a terület irányítójává vált, hálájának jeleként földet ruházott át a templomra, és a templom továbbfejlesztését is segítette adományokkal, többek között a Kaminarimont és a Hózómont is ő építtette, ezzel jelentősen emelve fényét és jelentőségét a Szenszódzsinak. 
Az aszakuszai templomot 1041-ben tönkrette egy földrengés, és bár tíz évvel később újraépítették, 1079-ben teljesen leégett. Csak egy évszázaddal később építették újjá.
A következő fénypont a Szenszódzsi templom történetét tekintve Minamoto Joritomo látogatása volt a 12. század végén. Kívánsága a Tairák legyőzéséről szólt, hogy utána sógun lehessen. Mikor leigázta a Tairákat, 36 hektárnyi földet ajándékozott a templom részére.
Később, mikor Kamakura irányítását is magáénak akarta tudni Minamoto, a Szenszódzsit a harminchárom Kannon templom egyikévé tette a Kantó régióban. A 13. helyet tudhatta magáénak a Szenszódzsi, gazdagságát pedig növelte, hogy a templom engedélyt kapott a kereskedésre, csak a Szenszódzsiban lehetett védőamulettet venni.
A templom számtalanszor lett újjáépítve tűz illetve földrengés miatt, és bár 1649-től közel három évszázadon keresztül ép maradt, a második világháború során, 1945-ben nagy része megint elpusztult a bombázások miatt. 1951-ben és 1958-ben ismét újjáépítették, ezzel az újjászületés és a béke jelképévé vált a japán emberek számára.

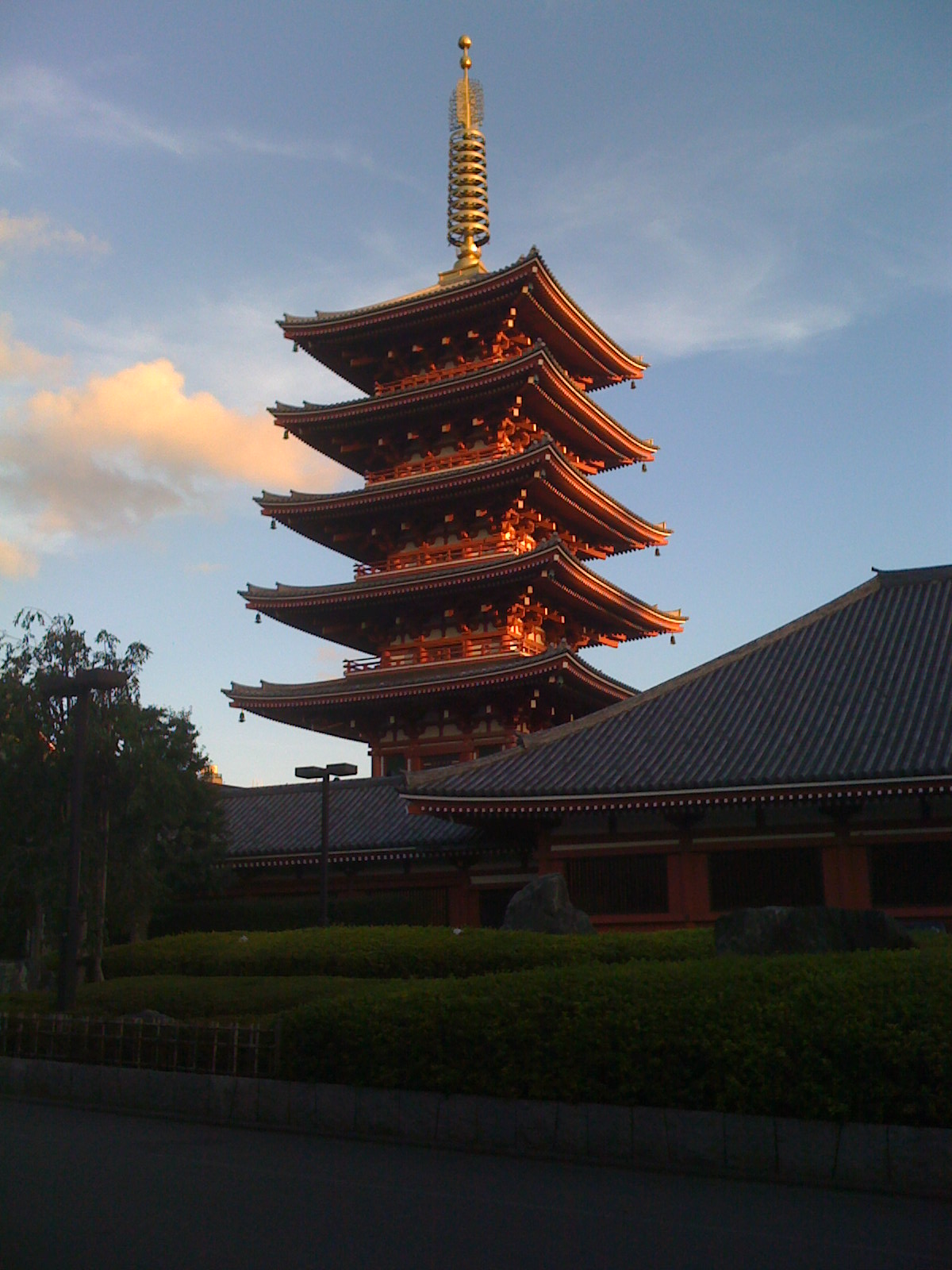
A Szenszódzsi pagodája

## A Szenszódzsi ötszintes pagodája
A Szenszódzsi templomkomplexumában a pagoda is nagy népszerűségnek örvend. Az ötszintes pagodát (Gojuunotou, 五重の塔) a Kegyelem Istennő, Kannon számára építették 942-ben. Magassága meghaladja az 53 métert, ami körülbelül egy 18 emeletes épületnek felel meg.
Az Edo-korban a négy edoi pagoda köze tartozott a Kan-Eidzsi, Ikegami Honmondzsi és a Siba-Zodzsodzsi pagodái mellett. 1911-ben nemzetközi kinccsé nyilvánították.
1945-ben elpusztították a második világháborúban, nem sokkal később újjáépítették azon a helyen, ahol jelenleg áll, eredeti helyén pedig egy kőből készült emlékmű található.
Az ötszintes pagoda minden szintjének megvan a maga jelentése. Lentről felfelé: föld (alapok); víz (test); tűz (fejdísz); szél (csúcsdísz); és űr (ékszer).

## Nakamisze-dóri

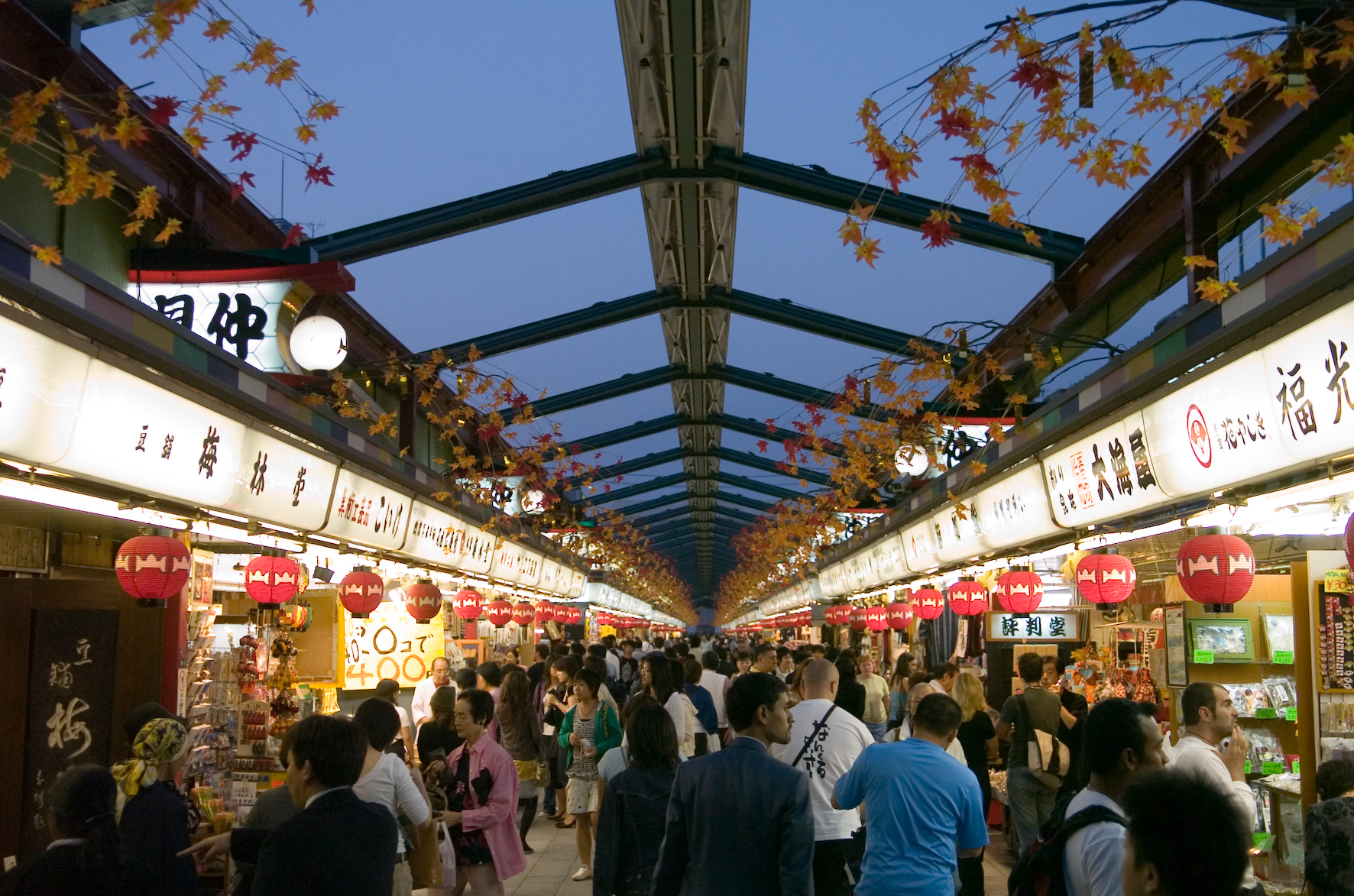
A vásári forgatag

A Nakamisze-dóri (Nakamise-doori, 仲見世通り) az egyik legrégebbi vásárlóutca Japánban. 250 méter hosszú, körülbelül 90 bolt kap ezen az utcán helyet. Akkor jött létre, mikor 1688-1735 között a Szenszódzsi egyedüli jogot kapott amulettek értékesítésére, eladására. 
A Nakamiszét az Edo-korban két részre lehetett osztani: Jakudana, ami a Dempó-in közelében helyezkedett el, itt szám szerint 20 teaházat hoztak létre, illetve Hiramisze, ami a Kaminarimon környékére tehető, itt játékokat, édességeket, nassolnivalót és szuveníreket is árultak. 
A Meidzsi-restauráció idején, A Szenszódzsihoz tartozó földeket lefoglalták, a fővárosi közigazgatás irányítása alá vonták, az árusoktól pedig megvonták a kereskedés jogát, 1885 májusától abba kellett hagyniuk mindent, ami termékek árulásával kapcsolatos a Szenszódzsi területén, decemberben pedig Tokió államigazgatása új, nyugati stílusú, téglából készült boltokat építtetett; így született meg a mai, modernebb változatú Nakamisze.

## Kaminarimon

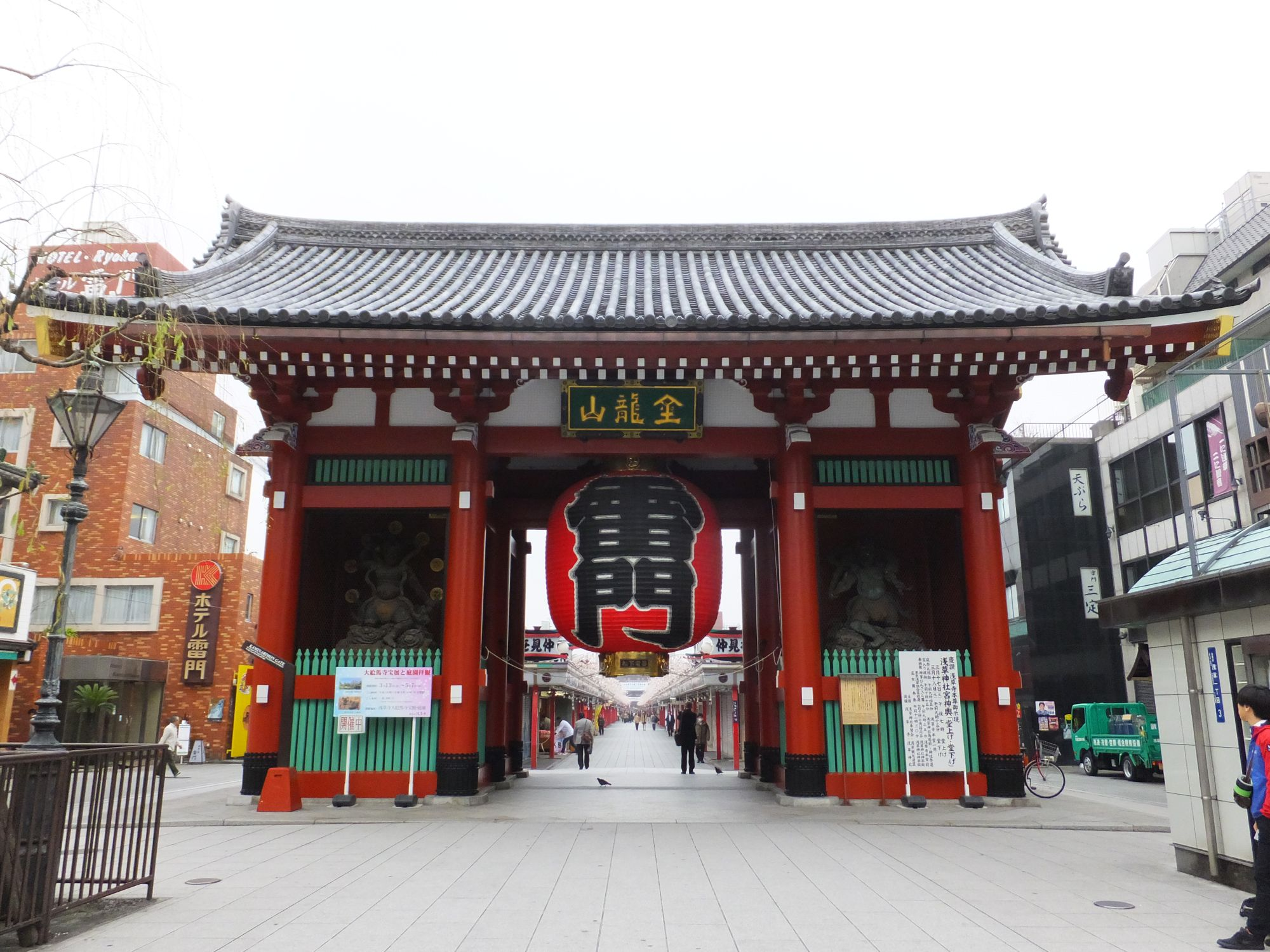
A Kaminarimon és a jellegzetes vörös lámpás a Villám Kapu írásjegyeivel.

A Kaminarimon (雷門) vagyis a Villám Kapu a Szenszódzsi főbejárata, illetve Aszakusza egyik fontos jelképe.
A kaput 942-ben építtette Taira no Kinmasza, de többször is sérült tűzesetek miatt, az utolsó rekonstrukció időpontja 1960-ra tehető.
A Kaminarimon nem a hivatalos neve a kapunak: eredeti neve a Fuujin Raijin Mon – 風神 雷神 門, vagyis a Szél és a Villám Istenének Kapuja. A Villám Kapu két oldalán a két istenség szobra található: jobb oldalon a Szél Istenének, bal oldalon a Villám Istenének szobra látható. 
A kapun egy nagy papírlámpás is található (japánul chouchin, 提灯), mely szintén egy aszakuszai szimbólummá vált. 3,9 méter magas, 3,3 méter széles és összesen 700 kilogrammos a lámpás. Az ezen jelképről való gondoskodással egy kiotói cég van megbízva 1971 óta, ami a Kaminarimon számára minden tízévente új lámpást készít. 
A kapun áthaladva két másik szobor is található. A Villám Kapu két oldalán Kinrjú sárkány istennő és Tenrjú sárkány isten szobrai láthatóak. A buddhista vallásban a sárkányok védelmezők, így ez a két szobor a Kaminarimon védelmezőjeként van számontartva a japán hiedelmek alapján.

## Hózómon

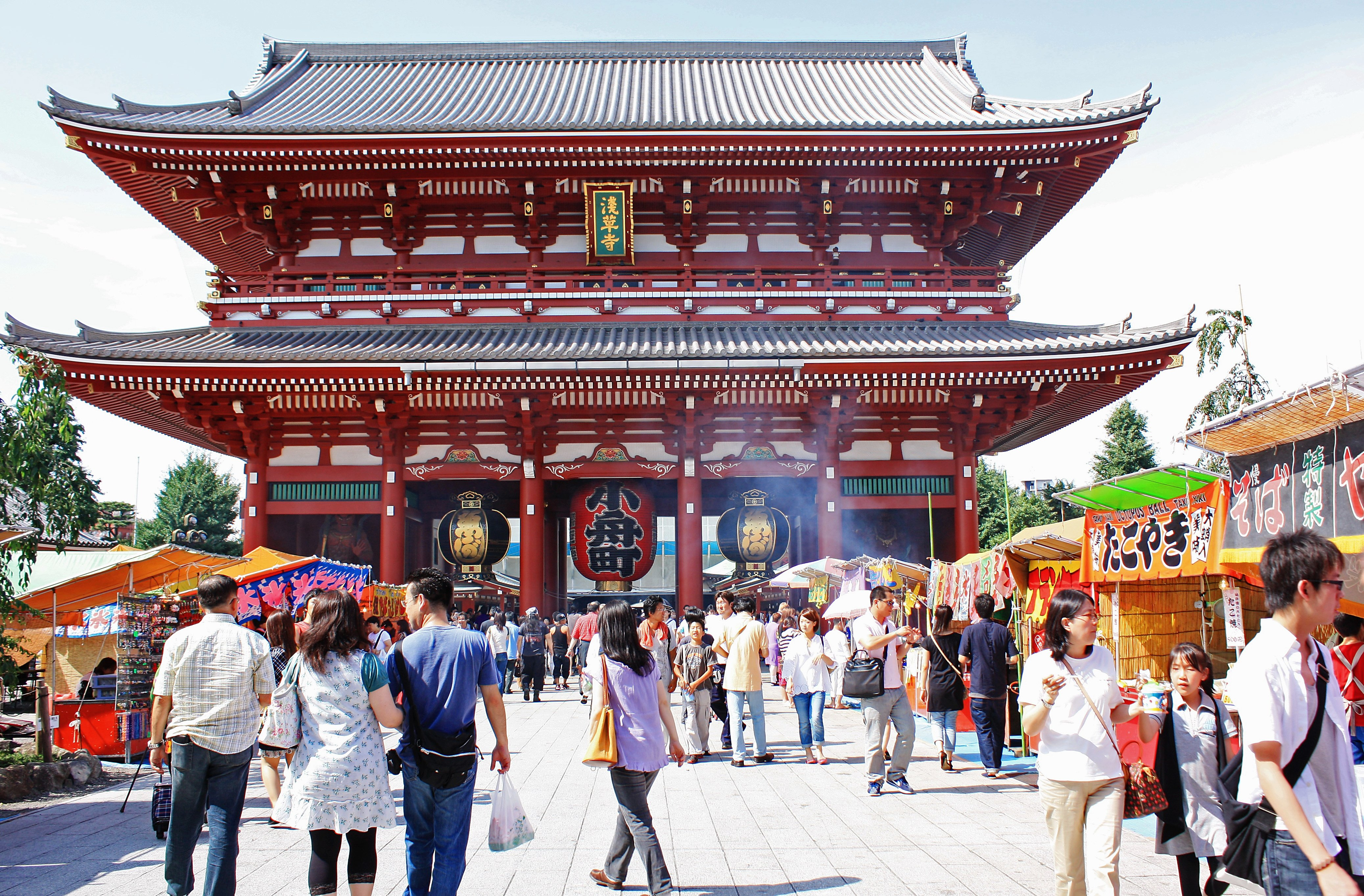
A Hózómon, jobb oldalon egy takojaki árussal

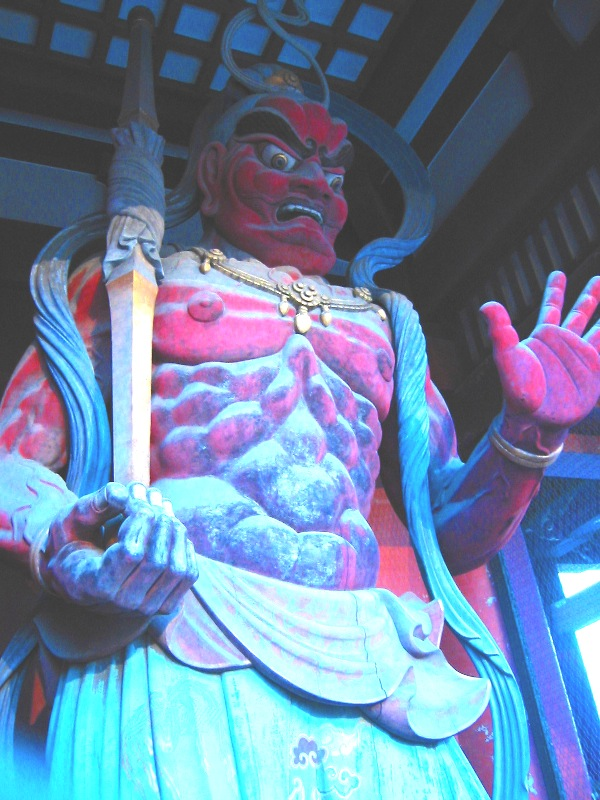
Nio

Az eredeti Hózómont (Houzoumon, 宝蔵門, vagyis „Kincstár Kapu”) – vagy másik nevén Niómon (Nioumon, 仁王門) – Taira no Kinmasza építtette a Kaminarimon mellett 942-ben, hogy meghálálja valóra vált imáját, kívánságát a Szenszódzsinak. 
A kétszintes kapu többször is elpusztult tűzbalesetek miatt, 1649-ben a sógun, Tokugava Iemicu és Jonetaro Otani által került újjáépítésre, ami 1945 márciusában a bombázások miatt megint lerombolódott.  
A Hózómon másik neve, a Niómon abból ered, hogy a Szenszódzsit egy szoborpár, a Nió (vagy Kongó rikisi) védi a gonoszoktól. A Nió szobrok nevei Agjó, ő a születést, és Ungjó, ő a halált jelképezi. A szobrok egyenként 5 és fél méter magasak és körülbelül 1000 kilogrammot nyomnak.
A kapu díszei közé tartozik egy pár szalma szandál és három lámpás. A szandálok összesen 800 kg szalma felhasználásával készültek, 4,5 m magasak és 1,5 m szélesek. A lámpások közül, a középső, vagyis a legnagyobb, 400 kg tömegű, 3,75 m magas, átmérője pedig 2,7 m. A lámpáson feltüntetett kanjik  小舟町 jelentése Kobuna-csó (Nihonbasi), a város neve, ahonnan a lámpás származik.
A vörös lámpás két oldalán egy-egy rézből készült lámpás, úgynevezett tóró díszeleg, ezek egyenként 1 tonnát nyomnak, és 2,75 m a nagyságuk. Fesztiválok idején ezeket a lámpásokat eltávolítják.
A kapu felső, második szintjén tárolják a Szenszódzsi értékes szútráit. Ezek között szerepel egy másolat a Lótusz Szútrából, ami egy Japán Nemzetközi Kincs, illetve itt helyezték el az Isszai-kjót, ami a Kulturális Örökség részeként számontartott buddhista szent szövegkollekció.

## Nitenmon

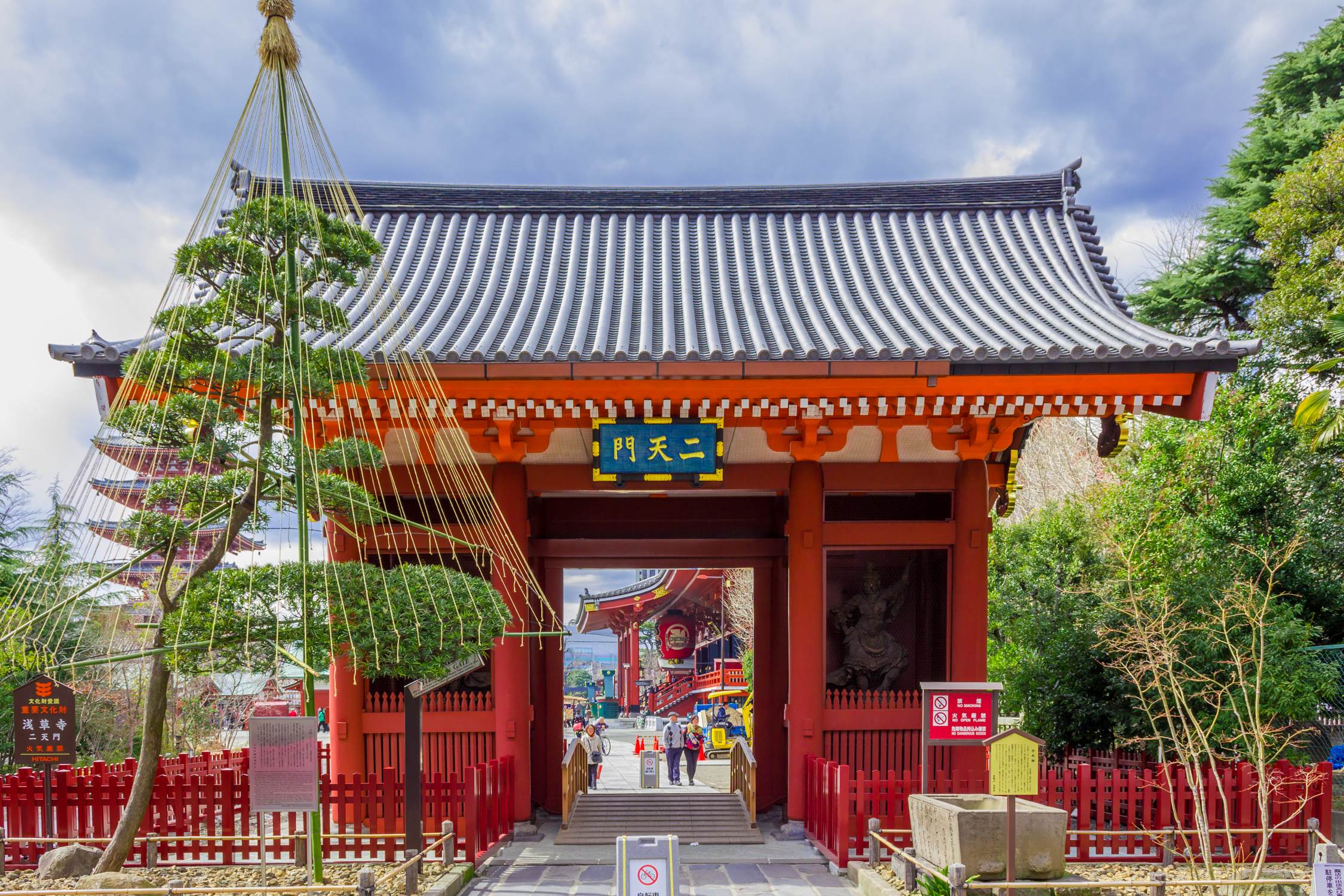
A Nitenmon

A Nitenmon (二天門), vagyis a két védelmező kapuja eredetileg  a Tósó-gu szentély kapuja volt. A kapu 1618-ban épült , de a szentély elpusztult 1642-ben, így a kaput átépítették a Szenszódzsi részeként 1649-ben.  Míg a Tósó-gu szentély része volt, a kaput Jadaidzsinmonnak hívták. 
A kapuhoz két buddhista védelmezőről készült szobrot is hozattak Kamakurából, a Curugaóka Hacsiman-gu szentélytől, ekkor kapta jelenlegi nevét, a „két védelmező kapuját”.  
A második világháború alatt a szobrok megsemmisültek, így azóta új, az uenoi Kanei-dzsitől származó szobrok állnak a Nitenmonnál. 

## Aszakusza-szentély

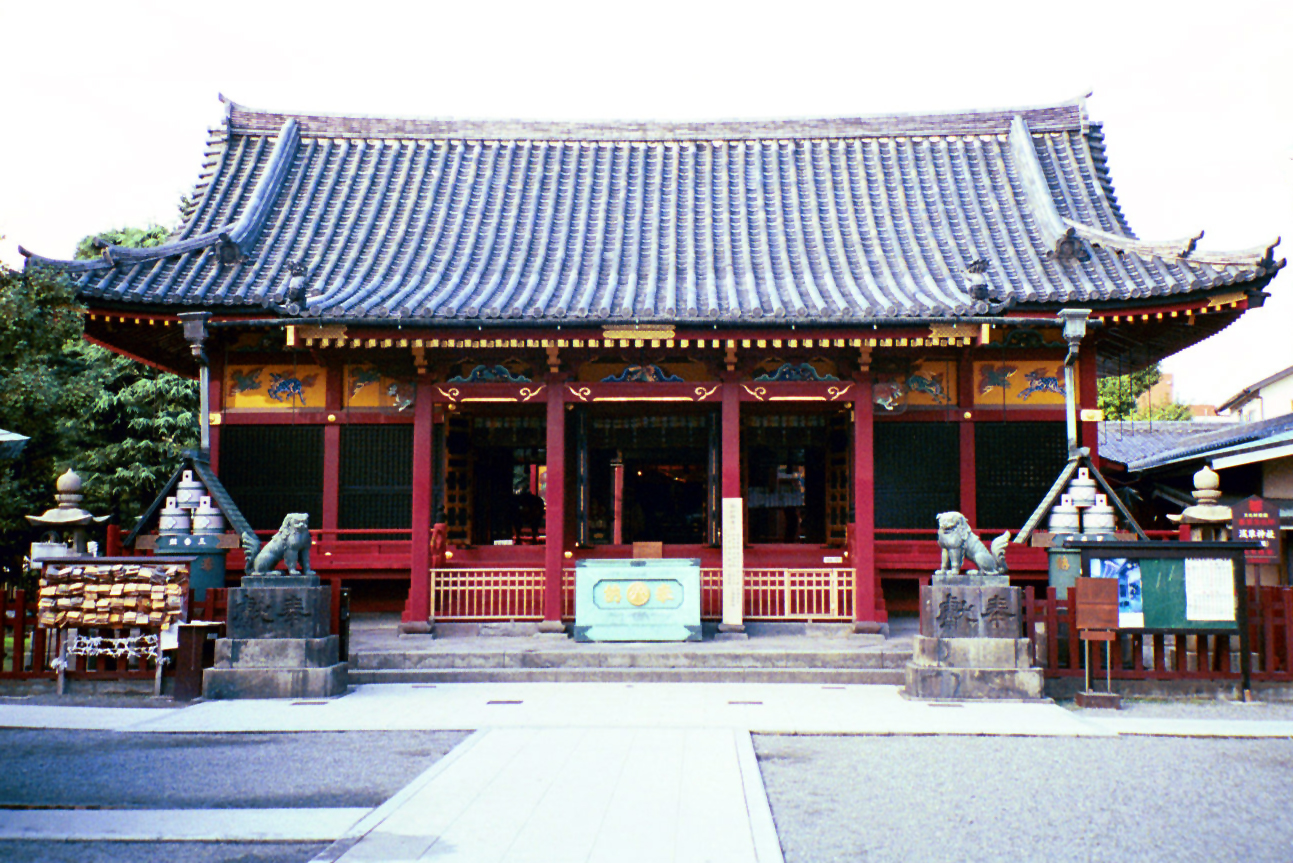
Aszakusza-szentély

Az Aszakusza-szentély (Asakusa-jinja, 浅草神社) egy rendkívüli népszerűségnek örvendő sintó szentély, mely a Szenszódzsi közelében helyezkedik el.
Az Aszakusza-szentély mellett Szandzsa-szamának, vagyis a Három Isten Szentélyének is hívják. A Szenszódzsi miatt a Hinokuma testvéreket és Hadzsino Nakatomót istenként tisztelik ezen a helyen. 
A második világháború idején a szentély érintetlen maradt, később a Japán Kulturális Örökség részévé nyilvánították. 
Népszerűségéhez nagyban hozzájárul, hogy a Szandzsa-fesztivált évről-évre ebben a szentélyben tartják és ünneplik.

## Dempó-in
A Dempó-in (Denpou-in, 伝法院 lefordítva „buddhista tanítások háza”), mely az ötszintes pagoda délnyugati oldalán helyezkedik el, egy lakhatásra biztosított templom a főszerzetes számára egy csendes kerttel.
A 12,000 négyzetméteren elterülő kertről úgy tartják, hogy a Kanszei-kor (1789-1800) ideje alatt hozták létre, de a kialakítás pontos dátuma, illetve a létrehozó kiléte nem ismert.
A kertben egy tó is található, mely Sindzsi-tó  (心字池, Shinji-ike) néven ismert, ami szó szerinti fordításban annyit tesz: „szív alakú tó” (ez alatt a kínai „szív” írásjegyet (心) értjük).
A kert különlegessége, hogy privát, így csak évente egyszer-kétszer van nyitva a látogatók számára, pár napra, ez idő alatt viszont azok a különböző festmények és munkák is megtekinthetőek, amiket a Szendszódzsiban halmoztak fel pályafutása alatt. 

## Szandzsa Fesztivál

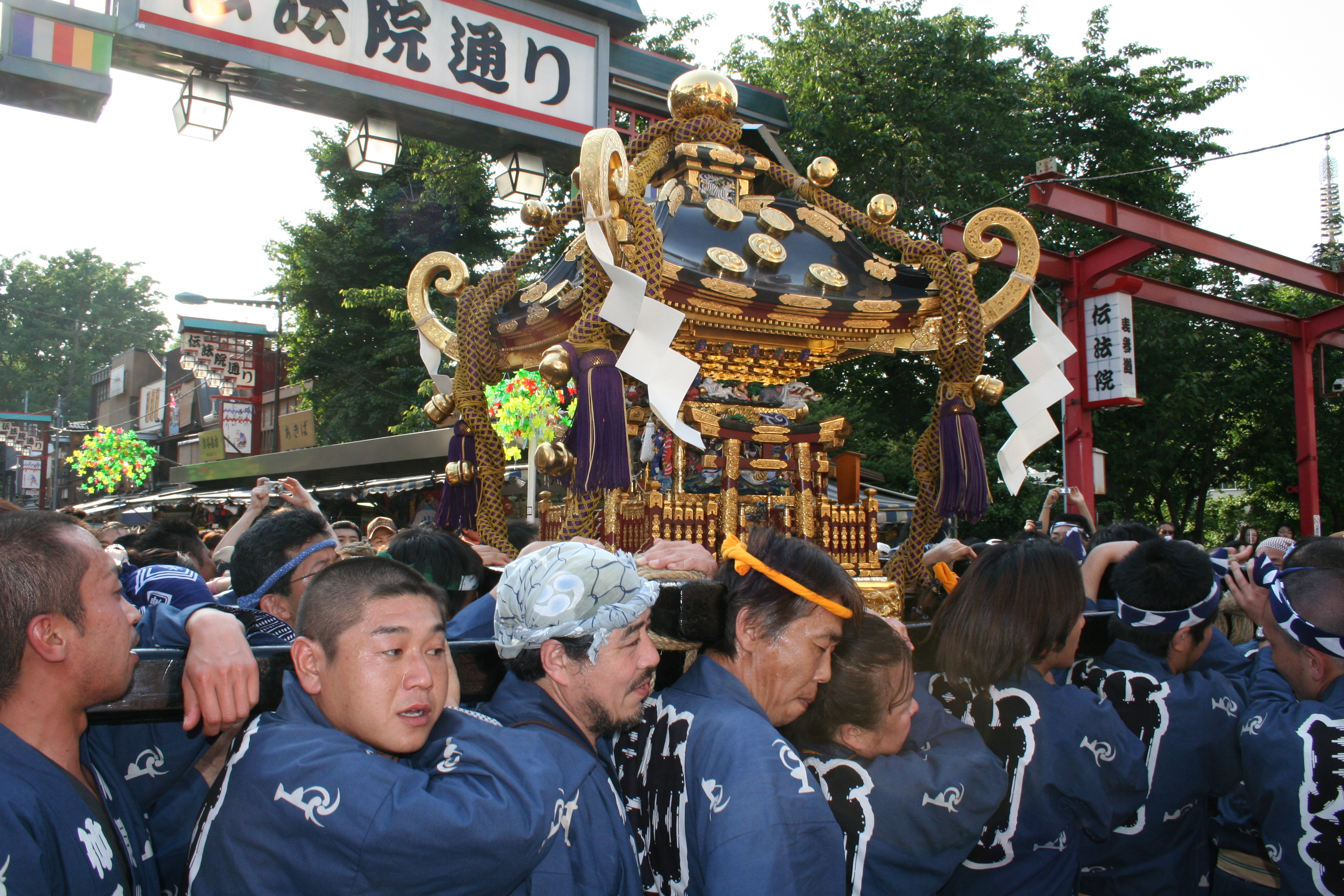
Mikosit visznek körbe japán emberek a Szandzsa Fesztivál alkalmából

A Szandzsa Fesztivál (Sanja fesztivál, 三社祭, vagyis „Három Szentély Fesztivál" ) az egyik legnépszerűbb és legnagyobb tokiói fesztivál. Az ünnepélyt a Szenszódzsi templom létrejöttéről szóló legendában szereplő Hinokuma testvérek és Hadzsino Nakatomo tiszteletére tartják az Aszakusza szentélyben.
Megrendezésére minden év májusának harmadik hétvégéjén kerül sor. Az ünnepélyes felvonulás alatt mikosikat (gyaloghintó, vagy hordozható sintó szentély) visznek körbe, illetve tradicionális japán dalokat játszanak és táncokat járnak. 
A fesztivál három napon keresztül szórakoztatja a Japánban megfordulókat és lakókat, évente 1,5-2 millió ember vesz részt az ünneplésben.

## Hózuki-Icsi

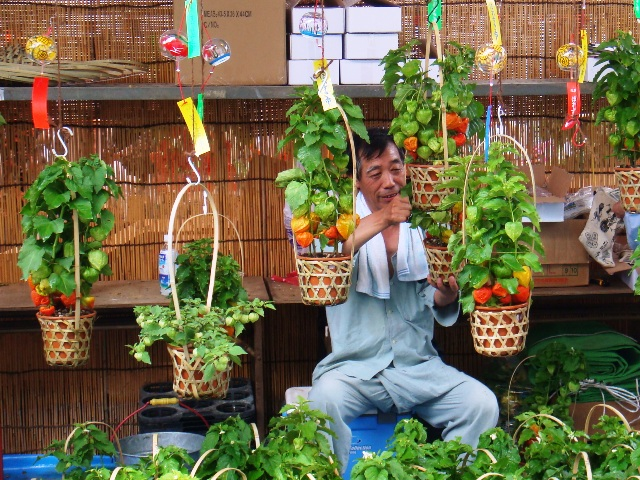
Lampionvirág árusítás a Hózuki-Icsi ideje alatt

A Hózuki-Icsi  (Hoozuki-Ichi, ほおずき市), vagy Lampionvirág fesztivál egy japán nyári ünnepség, melyet már az Edo-kor óta rendszeresen megtartanak, július 9-10-én.
A Hózuki-Icsi a Kudoku-Nicsi-hez  (Kudoku Nichi, 功徳日) köthető, ami lefordítva Merit-napot, Érdem-napot jelent. Lényege, hogy ha valaki ezen a Merit-napon imádkozik, az ima értéke megtöbbszöröződik, ennek a mértéke a nap fontosságától függően változik. Kudoku-Nicsi minden hónapban van, ezeken a napokon százszorosára, ezerszeresére nő az ima értéke, míg a Lampionvirág Fesztivál alatt egy ima 46,000 templom látogatásnak felel meg. 
Az ünnepség alatt lampionvirágokat árulnak, általában cserepestül. Úgy tartják, ha az ember lenyel egy ilyen gyümölcsöt egyben egy kis vízzel, akkor az illető megszabadul minden betegségétől.